# International Karate Organization
De International Karate Organization (IKO) is een internationale sportfederatie voor Kyokushinkai karate.

## Historiek
De organisatie werd in 1964 opgericht door Masutatsu Oyama. Na diens overlijden werd Shokei Matsui aangesteld als opvolger, wat leidde tot een splitsing van de organisatie in drie facties. Naast de IKO onder leiding van Shokei Matsui zijn dit de World Karate Organization (WKO) en de IKO Matsushima. In 2003 splitste ook de Kyokushin-kan International (KI) zich af.

## Bestuur
| Periode      | Voorzitter      |
| ------------ | --------------- |
| 1964 - 1994  | Masutatsu Oyama |
| 1994 - heden | Shokei Matsui   |